# Àrea de Recerca Experimental Arqueològica de l'Esquerda
L'Àrea de Recerca Experimental Arqueològica de l'Esquerda (ÀREA) és un espai situat davant de la muralla del jaciment arqueològic de l'Esquerda, situat a Roda de Ter (Osona), on es duu a terme un ampli programa a llarg termini d'arqueologia experimental. L'objectiu és contrastar empíricament les hipòtesis plantejades al llarg de les excavacions i anàlisis posteriors. El projecte, aprovat i subvencionat pel Ministeri de Ciència i Innovació (MICINN), està emmarcat en la línia de recerca de la Universitat de Barcelona, i es fa en col·laboració amb la Butser Ancient Farm, un centre de recerca anglès pioner en aquest tipus d'estudis.
El programa d'arqueologia experimental s'inicià l'any 1991 fruit de l'excavació, uns anys abans, d'un graner dels segles XII i xiii incendiat. El fet que el graner es trobés ple en el moment de produir-se l'incendi ha possibilitat l'estudi detallat de les llavors que contenia i ha impulsat la realització de dues línies de recerca: l'experimentació en agricultura i l'experimentació en sistemes i tècniques de construcció.

## Arqueologia experimental en agricultura
L'experimentació en agricultura es basa en l'estudi de les llavors carbonitzades que contenia el graner. Aquesta anàlisi ha permès conèixer les espècies que es conreaven a l'època –avui desaparegudes de la zona- i les “males herbes” associades. S'han obtingut llavors directament del Pròxim Orient, i es cultiven amb els mètodes i tècniques propis d'època medieval (cicles de rotació biennal o triennal amb guaret). D'aquesta manera es busca conèixer la capacitat de producció i productivitat dels camps, sotmesos a unes condicions el màxim de similars possibles a les d'aquell període (no s'utilitzen ni adobs químics, ni protecció contra les plagues, etc.).

## Arqueologia experimental en construcció
L'experimentació en sistemes i tècniques de construcció ha consistit en l'edificació d'un graner i la construcció de diverses sitges subterrànies, els dos tipus d'estructura d'emmagatzematge que s'han trobat fins al moment a l'Esquerda. Amb l'objectiu d'estudiar la seva funcionalitat, un dels experiments va consistir a guardar gra en un dels compartiments del graner i omplir de llavors diverses sitges, mantenint-les plenes durant diferents períodes. Dins d'aquest mateix projecte es van construir una tanca i un paller. L'única evidència arqueològica d'aquestes construccions acostumen a ser forats de pal al sòl, diversos dels quals s'han documentat a l'Esquerda. Per acabar, s'han construït dos earthwhorks (fossat i terraplè), l'un seguint una orientació N-S, i l'altre E-W, experiments que controlen l'erosió i sedimentació, i permeten comprovar com afecta l'orientació de l'estructura en el procés i el creixement de la vegetació.

## Arqueologia experimental en metal·lúrgia

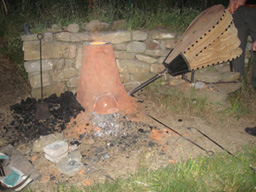
Forn de cubeta en funcionament

L'excavació d'una ferreria medieval durant la campanya de 1998 va obrir una nova línia de recerca en arqueologia experimental a l'Esquerda. Les dades recollides i les hipòtesis que van generar, van comportar l'inici de l'experimentació en metal·lúrgia.
Aquesta nova línia se centra en el treball dels metalls, sobretot el ferro i el bronze. Per a l'execució dels experiments, s'ha reproduït a l'ÀREA de l'Esquerda una petita fornal per fer forja de ferro i un forn de cubeta per a la fosa de bronze, similars als localitzats al jaciment. S'han reproduït també aquells atuells necessaris per al seu funcionament: una manxa, una enclusa, un gresol i un motlle de pedra. Aquest material s'utilitza al llarg de l'any per mostrar al públic interessat el procés de manufactura metal·lúrgica, amb visites organitzades des del mateix Museu Arqueològic de l'Esquerda.

## Conclusió
Els treballs de l'ÀREA escapen de la simple reproducció destinada a la difusió. L'aplicació estricta de l'arqueologia experimental a l'Esquerda implica que tots els projectes que s'hi desenvolupen segueixin una metodologia rigorosa i utilitzin les normes estrictes de la ciència implicada. Tot i que el resultat, que en podríem dir final, o la construcció obtinguda, poden tenir un important valor didàctic i de difusió, és el procés de construcció i els problemes que es plantegen durant la seva execució el que aporta la informació més interessant al científic.